# 圣保罗双年展

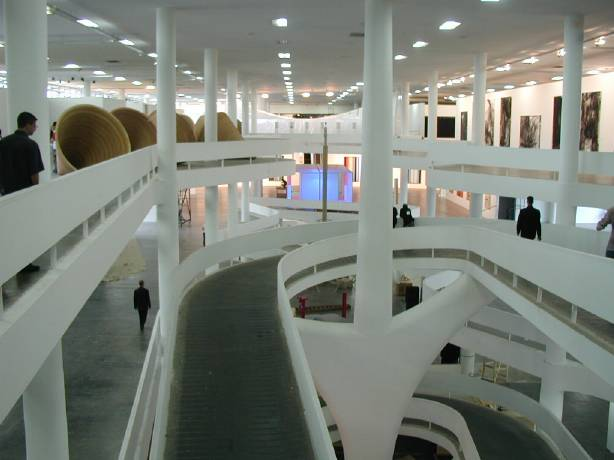

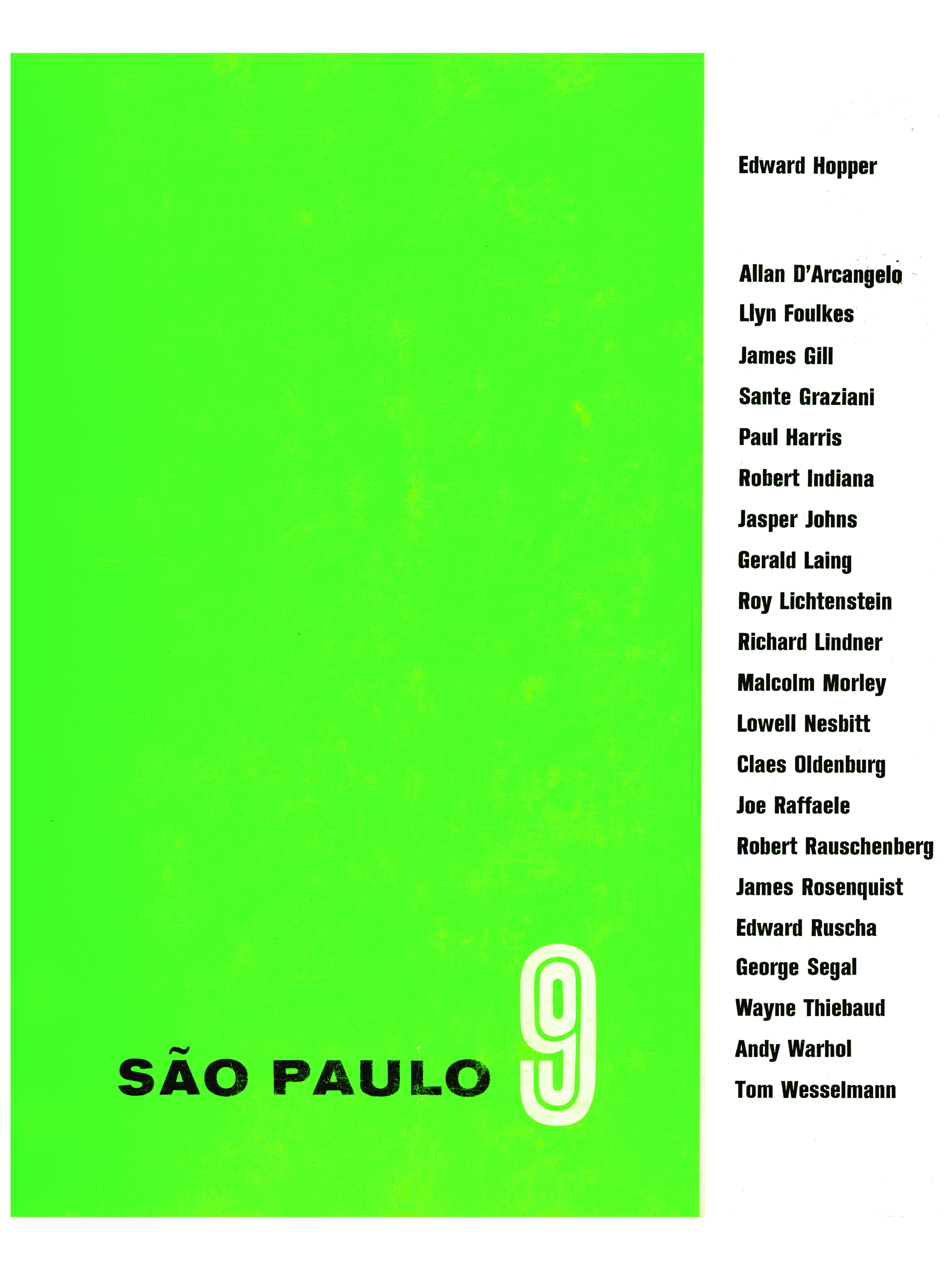
São Paulo 9 (1967)

巴西聖保羅雙年展（Sao Paulo Art Biennial）是一个艺术双年展。

## 历史
由1951年義大利實業家馬塔拉佐（Francisco Ciccillo Matarazzo Sobrinho）所創立。並與威尼斯雙年展及德國卡塞爾文獻展並稱為世界三大藝術展，在三大展覽中資歷排行第二。自1957年第四屆開始，聖保羅雙年展便固定在這座由建築師奧斯卡·尼邁耶設計的雙年展館舉行。聖保羅雙年展承襲威尼斯雙年展的組織模式，同樣以「國家館」、「國際展」和「巴西藝術」作為雙年展架構的三大樑柱。聖保羅雙年展自成立以來，一直是巴西最重要的藝術活動，被視為聖保羅藝術文化現代化與國際化的重要像徵，是巴西極少數具有世界格局與國際聲望的藝術展覽。

## 外部連結
- 官方主頁 （页面存档备份，存于）
- Bienal Brasileira de Artes Plásticas Website
- 29th Bienal de São Paulo